# Птачик Олег Іванович
Олег Іванович Птачик (нар. 14 листопада 1981, Харків) — український футболіст, що грав на позиції захисника. Відомий за виступами за низку українських клубів, початок футбольної кар'єри провів у могильовському «Дніпрі».

## Клубна кар'єра
Олег Птачик народився у Харкові, і розпочав займатись футболом у місцевому УФК-1. У 1999 році молодий футболіст виступав за харківську команду «Металіст-3» у Дитячо-юнацькій футбольній лізі. Першою професійною командою молодого захисника став білоруський «Дніпро-Трансмаш», за який Олег Птачик грав з 2001 до 2003 року. У березні 2004 року Птачик як вільний агент перейшов до складу першолігової сумської команди «Спартак-Горобина». За сумську коману Птачик грав до кінця 2004 року, і зіграв у першій українській лізі 28 матчів. З початку 2005 року Олег Птачик став гравцем вінницької «Ниви», яка також на той час грала у першій лізі, та зіграв у її складі 12 матчів.
У червні 2005 року Олег Птачик приєднався до складу вищолігового клубу «Чорноморець» з Одеси. Дебютував у новій команді футболіст 31 липня у матчі проти маріупольського «Іллічівця». Проте в команді Птачик не закріпився, і зіграв лише 4 матчі у вищій лізі та 13 матчів за дублюючий склад. У липні 2006 року футболіста виставили на трансфер Улітку 2006 року їздив на перегляд у криворізький «Кривбас», проте приєднався до складу луцької «Волині», яка того сезону вибула з вищої української ліги. За луцький клуб Птачик зіграв 28 матчів у лізі та 2 матчі на Кубок України, але команда у цьому чемпіонаті грала невдало, і посіла у турнірній таблиці лише 12 місце, а Олег Птачик ще до кінця сезону був відрахований із команди.
Улітку 2007 року Олег Птачик підписав контракт із охтирською командою «Нафтовик-Укрнафта», яка після тривалої перерви повернулась до найвищого українського дивізіону. Проте у команді зіграв тільки 8 матчів у вищій лізі, значну частину турніру був вимушений пропустити у зв'язку із травмами. Так і не відновившись після пошкоджень, Олег Птачик після сезону 2007—2008 завершив виступи на футбольних полях.